# João de Aguiar Pupo
João de Aguiar Pupo (Itatiba, 12 de maio de 1890 – São Paulo, 23 de agosto de 1980) foi um renomado médico e professor universitário brasileiro.
Três vezes diretor da Faculdade de Medicina de São Paulo, foi o responsável por implantar a residência médica na instituição e por tratar pacientes com hanseníase na mesma ala de pacientes com outras enfermidades, salientando o caráter não contagioso da doença.

## Biografia
Era filho do major Herculano Pupo Nogueira e Francisca Bueno de Aguiar. Graduou-se em medicina pela Faculdade Nacional de Medicina. Ainda bastante jovem e recém-formado, João foi convidado por Arnaldo Vieira de Carvalho, fundador da Faculdade de Medicina da Universidade de São Paulo, para trabalhar como Preparador da Cadeira de Química Médica, a qual assumiu, como substituto, em 1914. Em 1929 tornou-se Catedrático de Dermatologia e Sifiligrafia.
João foi um renomado dermatologista brasileiro. Atuando no Serviço de Profilaxia de São Paulo, desenvolveu diversos estudos sobre a Leishmaniose, sífilis e Hanseníase. Foi Diretor da Faculdade de Medicina por três mandatos não consecutivos. Em sua primeira gestão, de 1935 a 1937, foi marcada pela implantação da Livre-Docência na faculdade e, em sua segunda gestão, de 1956 a 1959, destacou-se pela criação do Instituto de Medicina Tropical, pela criação de novos Departamentos e pela implantação do regime de internato para os alunos de 6º ano.
Como diretor da faculdade, João também implementou o sistema de Residência Médica e introduziu disciplinas como genética e pesquisa científico-estatística. Como sanitarista, impulsionou obras como os Hospitais Santo Ângelo, Cocais, Pirapitingui e Aimorés, assim como foi promotor de centros de águas termais. Desafiou a lógica médica da época ao internar pacientes com hanseníase nas mesmas alas de pacientes com outras enfermidades e se opõe ao uso da palavra "lepra" para designar a doença devido ao estigma social e religioso, exigindo o uso de mal de Hansen ou hanseníase.
Foi diretor da Faculdade de Medicina da Universidade de São Paulo e presidente da Sociedade Brasileira de Dermatologia. Foi membro e presidente da Associação Brasileira de Hansenologia e membro honorário da Academia Nacional de Medicina. Foi presidente do Conselho Deliberativo do Hospital das Clínicas de 1956 a 1959.

## Morte
João precisou implantar um marcapasso em 1980, mas veio a falecer em 23 de agosto do mesmo ano, em São Paulo, aos 90 anos devido a problemas cardíacos.